# Tatort: Dein Name sei Harbinger
Dein Name sei Harbinger ist ein Fernsehfilm aus der Krimireihe Tatort, der erstmals am 10. Dezember 2017 ausgestrahlt wurde. Es ist die 1038. Folge der Reihe und der sechste Fall des Berliner Ermittlerteams Rubin und Karow.

## Handlung
Am Stadtrand wird ein ausgebrannter Lieferwagen mit einer männlichen Leiche gefunden. Rubin und Karow gehen von einem Mord aus und ermitteln, dass es noch drei weitere Fälle gab, die ähnlich abgelaufen sind und nie aufgeklärt wurden. Alle Opfer wurden durch In-vitro-Fertilisation in einer Kinderwunsch-Klinik gezeugt. Die Klinik wird von Dr. Stefan Wohlleben geleitet, der sie von seinen Müttern, der früheren Geschäftsführerin Dr. Irene Wohlleben und ihrer Lebenspartnerin und früheren Laborchefin Hanneke Tietzsche übernommen hat. Stefan Wohlleben kam in den 1980er Jahren als eines der ersten Retortenbabys zur Welt.
Die Ermittlungen führen zu Werner Lothar, der vor Jahren einen Anschlag auf Irene Wohlleben erfolglos verübte und nun einen Schlüsseldienst in einer Berliner U-Bahn-Station betreibt. Er war Psychiatrie-Patient. Mit ungewöhnlichen Methoden versucht Karow das Vertrauen des Mannes zu gewinnen, um so an einen Hintermann, genannt Der Legat, zu kommen. Tatsächlich führt Lothar Karow nach einiger Zeit in eine verlassene Halle und zeigt ihm, dass er dort immer die Funksprüche eines Unbekannten erhält, der sich „Legat“ nennt. Lothar erzählt außerdem, dass er die Opfer für den Legaten einfängt und sie zum Übergabeort bringt. Was danach geschieht, wisse er nicht. Karow muss ihm sagen, dass der Legat seine Opfer grausam umbringt und verbrennt. Lothar ist schockiert und verliert das Vertrauen in den Legaten.
Bei der Durchsuchung von Lothars Schlüsseldienst finden Rubin und ihre Kollegen alte Akten aus der Kinderwunschklinik von Dr. Irene Wohlleben. Sie befragen Wohlleben und Tietzsche, die zugeben, dass Tietzsche ihrer damals jungen Freundin Wohlleben 40-mal je 25 Eizellen entnahm und sie dann den verzweifelten Frauen, die unbedingt Mutter werden wollten und sich deswegen in Dr. Wohllebens Klinik einfanden, einpflanzte. Wohlleben hat also zahlreiche Nachkommen, die alle Halbgeschwister sind. Nachdem die schwer kranke Tietzsche von Rubins Ermittlungen erfahren hat, begeht sie Selbstmord, indem sie eine Überdosis Tabletten schluckt.
Rubin entdeckt, dass ihre Kollegin und Kommissarsanwärterin Anna Feil in den Fall verwickelt ist: Die Namen ihrer Eltern sind auch unter denen in den alten Akten aus der Kinderwunschklinik. Sie scheint folglich ebenfalls eine der Nachkömmlinge Wohllebens zu sein, die der Legat mit Hilfe seines Handlangers Lothar auslöschen will. Dieser beobachtet die In-vitro-Kinder bereits seit Jahren, wie man den Akten über Feil mit der Aufschrift „R18“ entnehmen kann. Feil selbst weiß nichts darüber, dass ihre Mutter nicht ihre leibliche Mutter ist. Nina Rubin lässt sich von Gerichtsmedizinerin Reza versichern, dass Kollegin Anna Feil tatsächlich zu den Halbgeschwistern gehört.
Folglich wird sie aufgrund dieser Tatsache von dem Fall abgezogen, allerdings ohne eine Erklärung und nur mit dem Hinweis, sie solle ihre Dienstwaffe mit nach Hause nehmen. Trotzdem ermittelt Feil weiter. Sie entdeckt bald ihre Akte und ihr wird alles klar. Auf eigene Faust besucht sie – innerlich aufgewühlt – Irene Wohllebens Sohn in der Kinderwunschklinik. Von ihm will sie erfahren, ob es sein kann, dass ihre Mutter gar nicht ihre echte Mutter sei. Sie muss erfahren, dass dies der Fall sein könne. Während des Gesprächs gibt sie sich Wohlleben gegenüber nicht als Polizistin zu erkennen.
Unterdessen ermittelt Karow noch immer undercover. Lothar kommt ihm aber bald auf die Schliche, und Karow muss zugeben, dass er Polizist ist. Nachdem Lothar von den wahren Machenschaften und Absichten des Legaten erfahren hat, verliert er die Nerven. Schließlich taucht der Legat in der verlassenen Lagerhalle auf, und das Rätsel löst sich auf: Dr. Stefan Wohlleben ist der Legat. Er hat eine Spritze dabei und will den bewusstlos geglaubten Karow damit, wie auch zwei der insgesamt vier vorherigen Opfer, umbringen, um so seinen Mitwisser zu beseitigen. Doch Karow hat sich nur bewusstlos gestellt und gibt sich als lebendig zu erkennen, als Dr. Wohlleben die Spritze ansetzt. Der kann Karow nicht bei vollem Bewusstsein töten.
Karow will von Dr. Stefan Wohlleben die wahren Tatabsichten erfahren. Dieser erzählt, dass er der einzige im Glase gezeugte Nachkömmling seiner Mutter Irene Wohlleben bleiben wolle. Erführe die Öffentlichkeit von seinen „illegalen“ Halbgeschwistern, wäre sein Ruf ruiniert, und er müsste die Kinderwunschklinik schließen; alles, was er sich je aufgebaut hat, wäre dahin. Außerdem kann man ein persönliches Trauma als Motiv vermuten: Anna Feil erzählte er in ihrem Gespräch, dass er in der Schule gemobbt und als der im Glas entstandene Lesbensohn betitelt worden sei. Das habe ihn psychisch sehr belastet. Werner Lothar habe er als Handlanger für sich gewinnen können, indem er sich dessen ganz anders als normal funktionierendes Welt- und Menschenbild zu Nutzen gemacht habe. In sehr kryptischen Sätzen redet er mit Lothar, nennt ihn Harbinger und spricht davon, sie beide würden sich in dem System einer Welt befinden, in dem alle anderen gegen sie sind.
Schließlich übergießt Wohlleben Karow mit einem Kanister Benzin und will ihn anzünden. Doch in diesem Moment kehrt Werner Lothar zurück und hält Wohlleben durch einen körperlichen Kampf davon ab, da er das Vertrauen in ihn verloren hat und nicht will, dass Karow stirbt. Wohlleben versucht noch, Lothar wieder zurück auf seine Seite zu bringen, doch er scheitert und resigniert. Wohlleben versucht, vor dem unberechenbaren Lothar zu fliehen, aber dieser holt ihn ein. Er übergießt zunächst Wohlleben und dann auch sich selbst mit einem Kanister Benzin. Dann zündet er Feuer. Rubin und Kollegen können nicht mehr verhindern, dass Lothar und Dr. Stefan Wohlleben verbrennen. Sie können nur noch Karow retten, indem sie ihn befreien.

## Trivia
Zum Ende gibt es mehrfach den Bezug (z. B. Replikant) zum Film Blade Runner.

## Hintergrund
Der Film wurde vom 20. April 2017 bis zum 19. Mai 2017 in Berlin gedreht, unter anderem im U-Bahnhof Alexanderplatz, am Bierpinsel und in einer Eisengießerei in Berlin-Wilhelmsruh.
Der Drehbuchautor Matthias Tuchmann verstarb im November 2016 im Alter von 42 Jahren noch vor Beginn der Dreharbeiten.

## Rezeption

### Kritiken
„Es ist nicht grundsätzlich verwerflich, dass die Verantwortlichen in diesem Wissenschaft-und-Ethik-'Tatort' einen schwierigen gesellschaftspolitischen Stoff als überreiztes B-Movie zu inszenieren versuchen. Dass sie es aber derart schlampig und mit einem solch denunziatorischen Unterton tun, macht doch fassungslos.“

„Reden wir vom Gelingen. Durch Berlins geheimnisvolle Orte wie einem Heizverteiler am Tempelhofer Feld oder einem früheren Eisenwerk in Wittenau bekommt der 'Tatort: Dein Name sei Harbinger' ein weitverzweigtes Bewegungsnetz, das das Wahnsystem von Werner L. Harbinger […] gleichsam visualisiert. […] Kamerafrau Eva Katharina Bühler und Regisseur Florian Baxmeyer bieten mit dem nervösen Rhythmus eine der überzeugendsten Bildsprachen im 'Tatort' 2017. Stark, sehr stark.“

### Einschaltquote
Die Erstausstrahlung von Dein Name sei Harbinger am 10. Dezember 2017 wurde in Deutschland von 8,30 Millionen Zuschauern gesehen und erreichte einen Marktanteil von 22,7 % für Das Erste.